# José Luís Manso Preto
José Luís Ferraz Manso Preto (Vila Nova de Cerveira, 22 de Abril de 1956), residente em Viana do Castelo, é um jornalista português que se tem destacado no campo da investigação, sobretudo, a nível do narcotráfico.
Obteve o prémio Caranguejo de Ouro atribuído pela Fundação Galega Contra o Narcotráfico (FGCN).
Publicou, no ano de 1991, o livro ‘Minho Connection’ em que o jornalista retrata os movimentos de contrabando de tabaco entre o Minho e a Galiza.

## Biografia
Filho de José Rodrigues de Albuquerque Manso Preto e Celeste Rosa de Sousa Martins Ferraz Manso Preto.
Foi como estudante no Liceu Nacional de Viana do Castelo que descobriu a vocação do jornalismo, ainda no âmbito dessa actividade através do apoio que era dado pela Mocidade Portuguesa.
Nessa altura também frequenta aulas do padre Constantino, então director do ‘Notícias de Viana’.
Ainda no liceu, fundou o jornal ‘Impacto’ que durou até 1974, altura em que começou a escrever no jornal ‘Aurora do Lima’. Depois, estagiou no ‘Comércio do Porto’, a que se seguiram funções na delegação deste jornal em Guimarães. Assim como, mantendo-se como jornalista "free lancer", seguiu como colaborador de vários órgãos de imprensa, nomeadamente o semanário Expresso e o espanhol El País.
A 24 de Outubro de 1981 forma-se Faculdade de Ciências Sociais., do Departamento de Comunicação Social, da Universidade Católica Portuguesa (U.C.P.).
Em 1992 foi agraciado com uma homenagem e uma medalha pela SRITE do Porto ( Secção Regional de Investigação ao Tráfico de Estupefacientes )  da Polícia Judiciária.
Em 2002, foi detido por ordem judicial, pelo Tribunal da Relação de Lisboa, por se escusar a revelar uma sua fonte jornalística (um inspector da Polícia Judiciária), tendo sido constituído arguido pelo crime de se recusar em prestar depoimento, ao invocar o seu dever de sigilo profissional. 
Em outubro de 2005, o Tribunal da Relação deu provimento ao recurso do jornalista, absolvendo-o no seguimento dessa desobediência, por ter recusado revelar em tribunal as suas fontes enquanto testemunha num processo de tráfico de droga, a que tinha sido condenado, pelo Juízo Criminal de Lisboa. em 10 dezembro de 2004, a 11 meses de prisão com pena suspensa, durante três anos.
O seu caso judicial é um caso de estudo e serviu de motivo para um trabalho académico e que deu origem a um livro, escrito por Helena de Sousa Freitas, chamado «Sigilo Profissional em Risco».  
Hoje, é director e editor-chefe do jornal Minho Digital.
Como filiado no CDS, foi deputado municipal em 1976 e secretário da mesa do III Congresso, em Dezembro de 1978, desse partido,